# 粕谷智浩
粕谷 智浩（かすや ともひろ、1976年（昭和51年）9月2日 - ）は、日本の政治家。千葉県袖ケ浦市長（2期）。元袖ケ浦市議会議員（2期）。

## 来歴
千葉県立君津高等学校、神奈川大学工学部卒業。2002年（平成14年）3月、同大学大学院工学研究科博士前期課程修了。同年4月、有限会社袖ケ浦無線に就職。
2005年（平成17年）、地域振興事業「サマーフェスティバルin昭和」の立ち上げに関わる。
2012年（平成24年）、袖ケ浦市議会議員選挙に初当選。2016年（平成28年）、再選。
2019年（令和元年）8月30日、任期満了に伴う袖ケ浦市長選挙に立候補する意向を表明。同年11月10日に行われた市長選に自民党・公明党の推薦を受けて立候補。元市議の福原孝彦、出口清市長の後継指名を受けた元市議の塚本幸子らを破り初当選した。11月23日、市長就任。
※当日有権者数：52,343人 最終投票率：47.33%（前回比：＋0.97pts）
| 候補者名 | 年齢 | 所属党派 | 新旧別 | 得票数  | 得票率 | 推薦・支持             |
| -------- | ---- | -------- | ------ | ------- | ------ | ---------------------- |
| 粕谷智浩 | 43   | 無所属   | 新     | 9,755票 | 39.94% | （推薦）自民党・公明党 |
| 福原孝彦 | 63   | 無所属   | 新     | 7,495票 | 30.69% |                        |
| 塚本幸子 | 57   | 無所属   | 新     | 7,175票 | 29.37% |                        |

2023年（令和5年）11月5日、任期満了に伴う袖ケ浦市長選挙は粕谷以外に対立候補がおらず無投票で再選。市長選挙が無投票だったのは20年ぶりだった。